# ¿Han Visto a Este Caracol?
«¿Han Visto a Este Caracol?» (título original: «Have You Seen This Snail?») es el tercer episodio de la cuarta temporada y el 63 en general de la serie de televisión de animación estadounidense Bob Esponja. Su animación estuvo dirigida por el director supervisor, Alan Smart y Tom Yasumi, y escrita por el director del guion gráfico Aaron Springer y el productor supervisor Paul Tibbitt. Se emitió por primera vez en Nickelodeon en Estados Unidos el 11 de noviembre de 2005. La actriz y cómica Amy Poehler actuó como invitada como la voz de la abuela. Es el primer capítulo de doble duración que no es presentado por Parche el Pirata en un dispositivo de encuadre.
El programa sigue las aventuras y empeños del personaje principal y sus diversos amigos en la ciudad submarina de Fondo de Bikini. En él, Gary, el caracol marino mascota de Bob Esponja, se escapa de casa tras sentirse abandonado por su distraído amo y es adoptado por un nuevo dueño. Tras darse cuenta de su error, parte con su mejor amigo Patricio en busca de su adorada mascota y la devuelve a su legítimo hogar.
Obtuvo ocho millones de espectadores, lograr el mayor número de telespectadores de televisión por cable de entre seis y once años en 2005. En su estreno, recibió reseñas generalmente positivas por parte de la crítica. El músico Stew interpretó la canción «Gary's Song», que más tarde ha sido compuesto como instrumental por Kenny G para The SpongeBob Movie: Sponge on the Run.

## Trama
Bob Esponja recibe por correo una pelota de pádel y empieza a jugar con ella. Consumido por el reto de golpear la pelota un número absurdo de veces, se olvida de alimentar a su caracol Gary, durante diez días. Al sentirse abandonado, huye de casa. Bob Esponja es sacudido de su encaprichamiento con la llegada de Patricio, encuentra una nota que dice que Gary se ha marchado en busca de un nuevo dueño. Deambula por una nueva ciudad, donde una anciana lo confunde con una de sus mascotas, la señorita Tuffsy. Recibe una lluvia de amor y comida mientras Bob Esponja se va a trabajar, triste porque su animal sigue desaparecida. Mr. Krabs lo anima a laborar, pero malinterpreta sus palabras y se toma el día libre para buscar a Gary. Él y Patricio pegan carteles y pancartas por todas partes con la esperanza de encontrarlo.
En casa de la anciana, Gary está bien alimentado y encuentra y lee uno de los folletos. Al darse cuenta de que Bob Esponja le quiere de verdad, intenta marcharse, pero accidentalmente encuentra un armario lleno de conchas de caracol vacías. Cuando la anciana intenta alimentarlo de nuevo, sospecha que ella tiene motivos siniestros: posiblemente está intentar engordarlo para luego comérselo. Escapa, pero la anciana le persigue por las calles. Encuentra un caracol salvaje que confunde con la Srta. Tuffsy y se lo lleva a casa. De vuelta a su hogar, Bob Esponja se da por vencido en su búsqueda de Gary, e intenta olvidarse de él dando un paseo, pero sus recuerdos siguen viniendo a su mente y le alteran. Se lo recuerdan constantemente, ya que las calles están llenas de carteles y pancartas. Oye un maullido y se da la vuelta para encontrarlo a su lado; está encantado de volver a ver a su querida mascota y se disculpa por haber dudado de él, a lo que le perdona.

## Producción
«¿Han Visto a Este Caracol?» es un episodio especial de veintidós minutos de duración escrito por el productor supervisor Paul Tibbitt, con Aaron Springer como escritor y encargado del guion gráfico, el director supervisor, Alan Smart y Tom Yasumi como supervisores de animación. Se emitió por primera vez en Nickelodeon en Estados Unidos el 11 de noviembre de 2005. Antes de su estreno, la cadena lanzó un clip de avance y una cobertura adicional en la plataforma online de banda ancha TurboNick, disponible en Nick.com. Nickelodeon también lanzó el juego flash «Trail of the Snail».

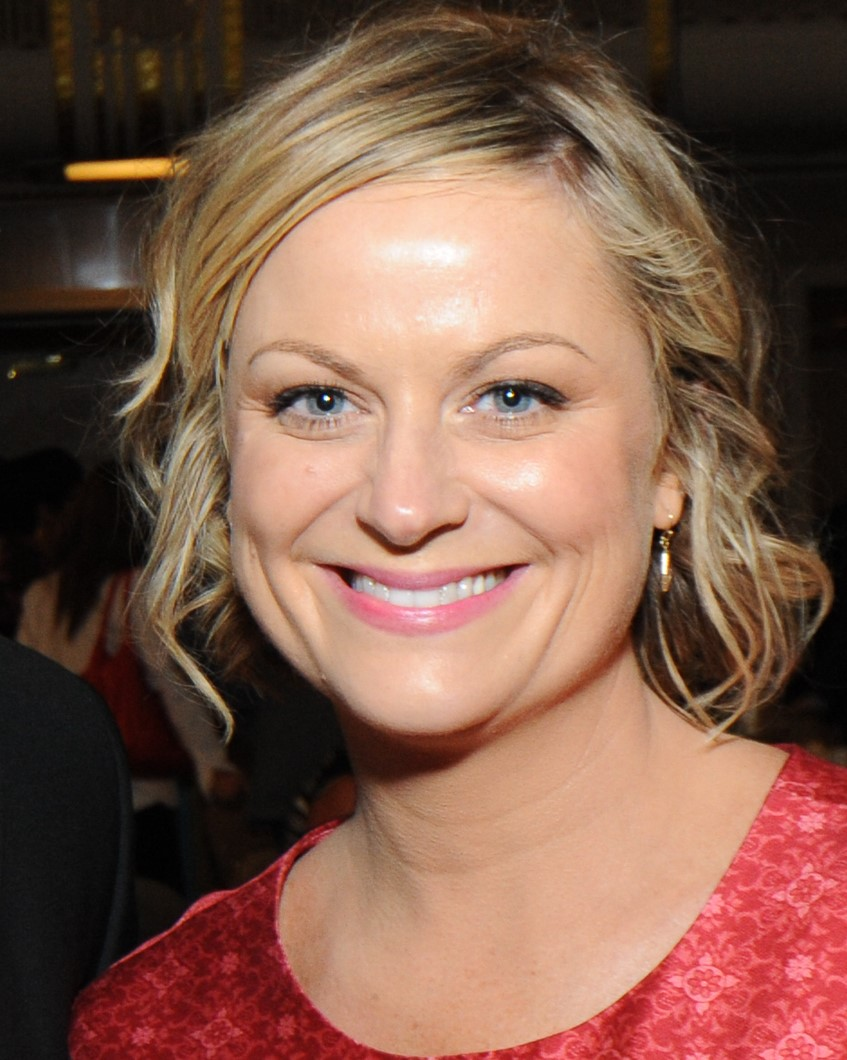
La actriz y humorista Amy Poehler, en la imagen en 2013, participó como invitada en el episodio como la voz de la abuela.

En un comunicado de prensa del 1 de noviembre de 2005, Nickelodeon anunció oficialmente el capítulo y lo promocionó como el especial «Where's Gary». Según la cadena, «Es un día triste en Fondo de Bikini cuando Bob Esponja se entera de que su querido caracol mascota Gary ha desaparecido y que él puede ser el culpable de la desaparición del molusco». Marjorie Cohn, vicepresidenta ejecutiva de desarrollo y programación original de Nickelodeon, ha declarado: «Los niños adoran a sus mascotas, y la relación entre Bob Esponja y Gary, por muy distorsionada que sea, es ciertamente simpática. Es divertido ver expresar toda una gama de emociones utilizar sólo su característico “miau”».
Además del reparto habitual, la cómica estadounidense y actriz de Saturday Night Live Amy Poehler participó como invitada como la voz de la abuela, una anciana malvada y manipuladora que adoptó a Gary e intenta engordarlo para comérselo después de que se escape. «¿Han Visto a Este Caracol?» incluía una pieza musical original escrita por el músico estadounidense Stew, titulada «Gary's Song» y comúnmente conocido como «Gary, Come Home». Más tarde ha sido compuesto como instrumental por Kenny G para The SpongeBob Movie: Sponge on the Run.
Nickelodeon lo apoyó con una campaña de mercadotecnia fuera de antena de un mes de duración que incluía material impreso, publicidad exterior y el apoyo de socios de productos de consumo. También lanzó un sorteo al aire llamado «Where's Gary?». Todas las noches, durante los cinco días previos al estreno, Parche el Pirata —personaje interpretado por Tom Kenny como presidente del Club de Fans de Bob Esponja— y otros famosos invitados buscaron a Gary en diversos lugares. Al visitar Nick.com, los espectadores podían recibir una tarjeta de seguimiento «Trail of The Snail» para entrar en los lugares de búsqueda de Parche y ganar el sorteo. El premio consistía en un viaje a los Nickelodeon Animation Studios para conocer al equipo de producción de la serie y asistir a una sesión de grabación de voces con el reparto.
El 15 de noviembre de 2005,  salió a la venta en el DVD recopilatorio Where's Gary. Además, la recopilación incluye otros seis capítulos: «The Lost Mattress», «Krabs vs. Plankton», «Good Neighbors», «Skill Crane» y «The Great Snail Race». También se incluyó en SpongeBob SquarePants: Season 4, Vol. 1 lanzado el 12 de septiembre de 2006. El 22 de septiembre de 2009, figuró en SpongeBob SquarePants: The First 100 Episodes, que compila todos los episodios de la temporada uno a la cinco.

## Recepción
| ¿Tonto? Sí. ¿Indignante? Por supuesto. ¿Imperdonable e inexcusablemente ridículo? Pues no. El ridículo es bastante perdonable y es su propia excusa. Aunque los actores secundarios contribuyen sustancialmente a los episodios —la ardilla Arenita Mejillas, el misántropo Calamardo y el tacaño Mr. Krabs, custodio de la inestimable receta de las Cangreburgers—, es Bob Esponja la fuente de energía cómica, tontorrona y resplandeciente de la serie. —Tom Shales en su reseña para The Washington Post. |

«¿Han Visto a Este Caracol?» fue visto por ocho millones de espectadores. Ha sido el programa de mayor audiencia en toda la televisión con niños de dos a once años durante el año 2005, por detrás de la Super Bowl y el saque inicial de la Super Bowl, y el de mayor recepción en toda la televisión por cable con niños de dos a once años y niños de seis a once años en 2005.
«¿Han Visto a Este Caracol?» recibió reseñas mayoritariamente positivas de la crítica. Tom Shales de The Washington Post lo calificó de profundamente hilarante y describió la trama como un «motín agridulce». Destacó la similitud de la historia con el argumento de «Dumped», un episodio anterior en el que Gary abandona a Bob Esponja. David Johnson de DVD Verdict reaccionó positivamente al lanzamiento en DVD y dijo: «No sé muy bien qué decir. El Sr. Pantalones Cuadrados es tan ridículamente popular que este disco se venderá solo». Aida Ekberg de Yahoo! Voices clasificó a Amy Poehler en su lista de «Las diez mejores estrellas invitadas» y dijo: «Me sorprende que más cómicos no hayan sido estrellas invitadas. Hace un gran trabajo con su espeluznante voz de abuela, interpretar al mal puro enmascarado detrás de plato tras plato de galletas de chocolate». A Paul Mavis de DVD Talk le encantó la escena «[cuando] Gary se da cuenta de que tiene que escapar de su amor aplastante (que equivale a comer en exceso constantemente) o morir como las otras conchas de caracol que encuentra», señalar que «es a la vez divertida y bastante conmovedora».
Sin embargo, Nader Michael del St. Petersburg Times no era tan positivo, reprochando cómo el carácter decepcionado y triste de Bob Esponja es muy diferente de la personalidad brillante normal del personaje. El bloguero y fundador de Blogcritics, Eric Olsen, dijo que «el capítulo en sí es bastante flojo, carente del aire de vertiginosa alegría al que millones de hombres, mujeres y niños se adhieren tan alegremente».